# Göttinger Hainbund

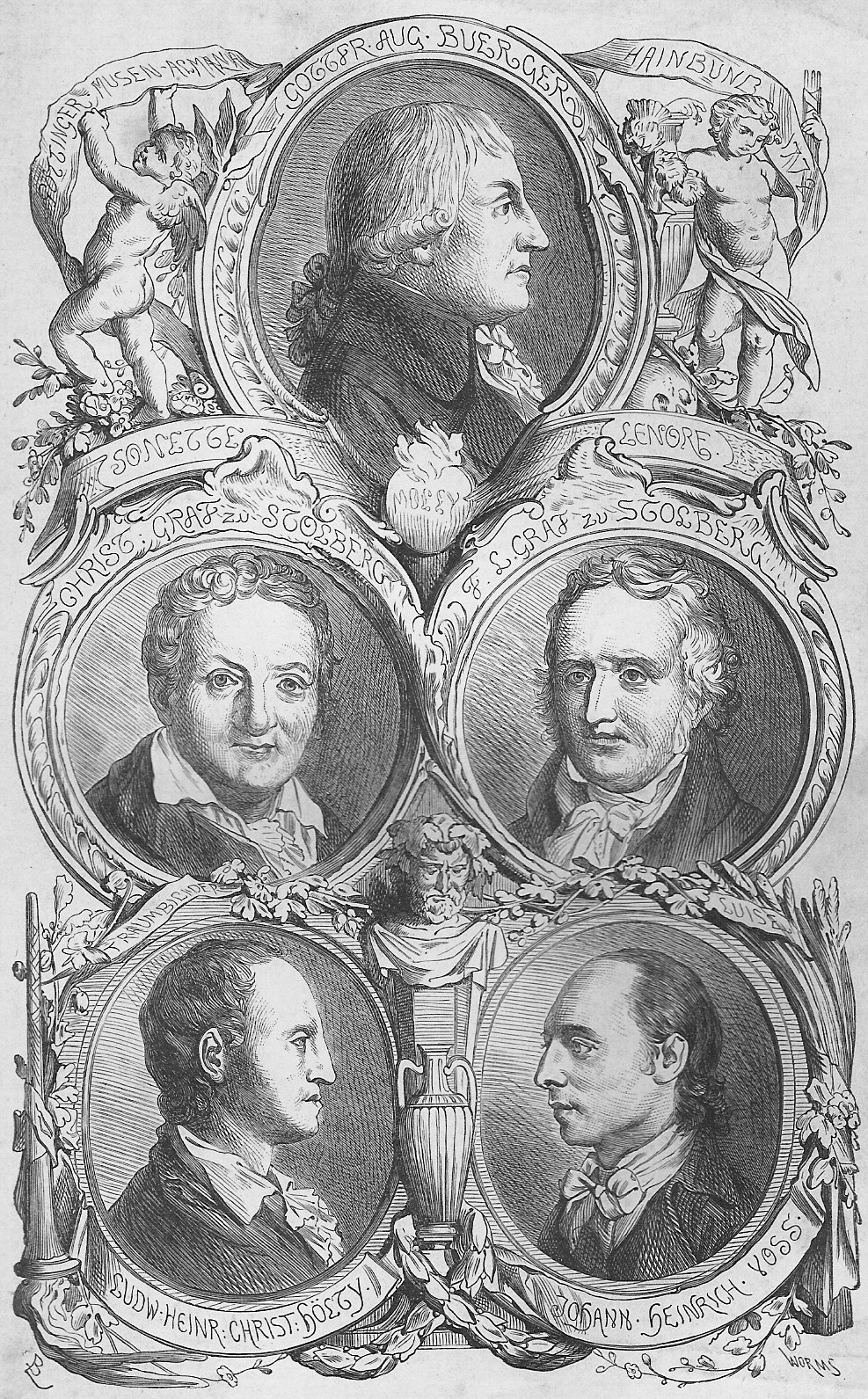
Membri e associati

Il Göttinger Hainbund era un gruppo letterario tedesco creato nella fine del XVIII secolo, amante della natura e classificato come parte del movimento Sturm und Drang.

## Origini
Fu per mezzo di un rituale di mezzanotte in un bosco di querce che il Göttinger Hainbund fu fondato il 12 settembre 1772 da Johann Heinrich Voss, Ludwig Christoph Heinrich Hölty, Johann Martin Miller, Gottlieb Dieterich von Miller, Johann Friedrich Hahn e Johann Thomas Ludwig Wehrs, nella città universitaria di Göttingen. I membri si conoscevano attraverso la loro presenza all'Università di Göttingen o attraverso i loro contributi al Göttinger Musenalmanach, un annuale letterario fondato da Heinrich Christian Boie nel 1770.

## Membri
- Heinrich Christian Boie
- Ernst Theodor Johann Brückner
- Carl Christian Clauswitz
- Carl August Wilhelm von Closen
- Carl Friedrich Cramer
- Christian Hieronymus Esmarch
- Schack Hermann Ewald
- Johann Friedrich Hahn
- Ludwig Christoph Heinrich Hölty
- Johann Anton Leisewitz
- Johann Martin Miller
- Gottlieb Dieterich von Miller
- Christian zu Stolberg-Stolberg
- Friedrich Leopold zu Stolberg-Stolberg
- Johann Heinrich Voß
- Johann Thomas Ludwig Wehrs

## Associati
- Gottfried August Bürger
- Matthias Claudius
- Friedrich de la Motte Fouqué
- Leopold Friedrich Günther von Goeckingk
- Friedrich Wilhelm Gotter
- Friedrich Gottlieb Klopstock
- Joseph Martin Kraus
- Christian Adolph Overbeck
- Gottlob Friedrich Ernst Schönborn
- Christian Friedrich Daniel Schubart
- Johann Gottfried Friedrich Seebach
- Anton Matthias Sprickmann